# Gion gésanegyed
Gion (祇園) Kiotó városának egyik kerülete Japánban. Eredetileg a középkorban megépített Jaszaka szentéllyel szemben épült, hogy kielégítse az odalátogatók igényeit. Ma az egyik legexkluzívabb és legismertebb gésanegyed Japánban. Mint minden más gésanegyed a városban (Pontocsó, Kamisicsiken, Mijagavacsó), ez is különálló jogokkal rendelkezik, saját közigazgatási rendszere van. Gion negyed ezen területének határai a Hanamikódzsi és a Higasiódzsi utcák, északról pedig a Sidzsódóri utca.

## A gésanegyedről általában
A „gésa” szót Kiotóban egyáltalán nem használják, a gésa megnevezésére a geiko kifejezést használják, ami annyit jelent: „művészetekkel élő nő” (a „gei” szó művészetet jelent, a „ko” pedig a nőnemű jelző).

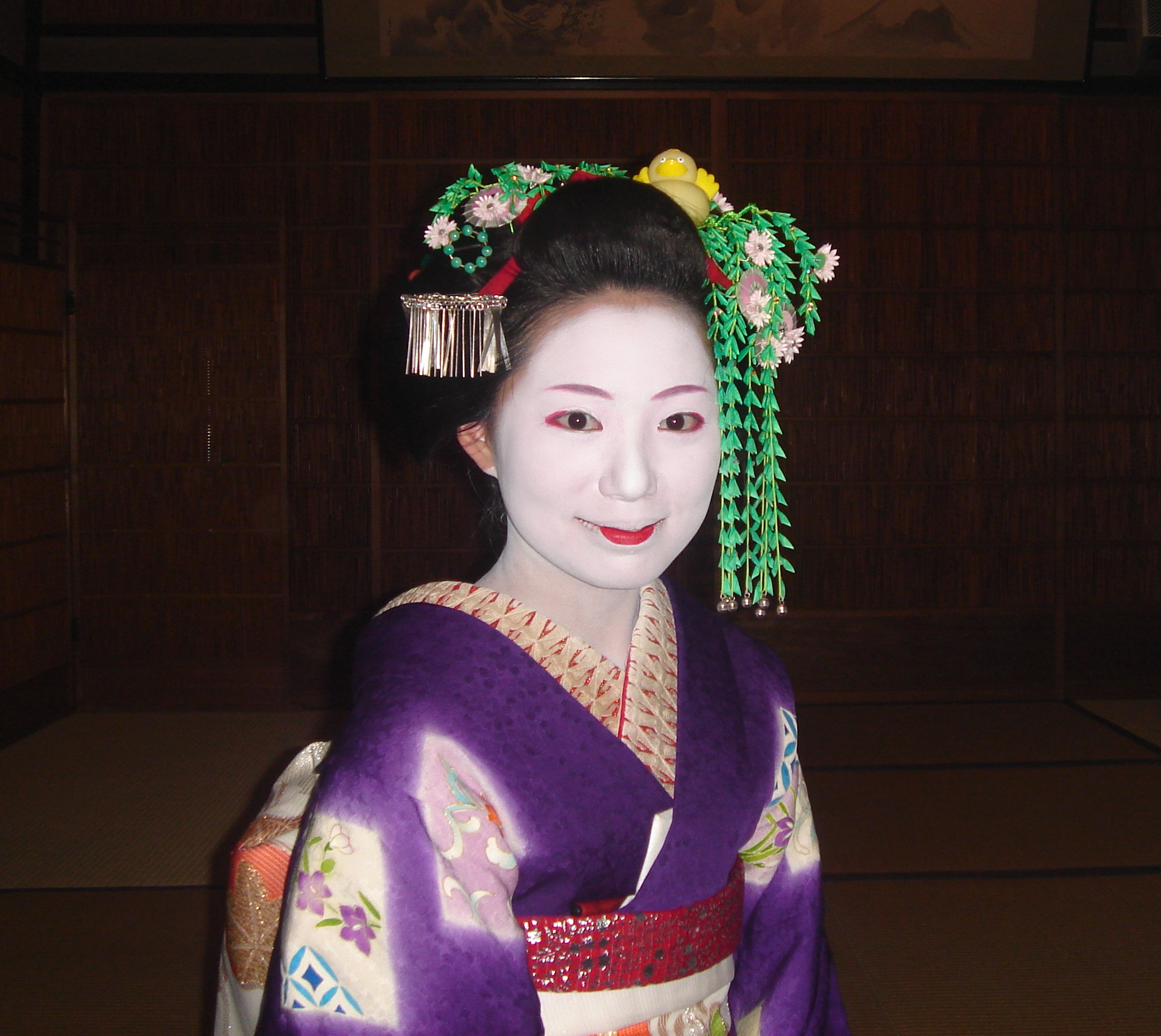
Maiko

Kiotó ezen területén két hanamacsi, azaz gésaközösség létezik, Gion Kóbu (祇園甲部) és Gion Higasi (祇園東). Annak ellenére, hogy az elmúlt 100 évben jelentősen lecsökkent a gésák száma Gionban, a negyed még mindig híres a tradicionális építészet és szórakoztatás megőrzéséről. A kerület egy része bekerült a nemzeti műemlékvédelmi programba.
A teaházak világa nagyon zárt, ahol az esti fogadások részeit képezi a koktélozás, a beszélgetés, a hagyományos japán játékok, valamint a klasszikus japán zene-, tánc és éneklés bemutatása. Még manapság is látható néha, ahogyan gésák és maikók kis csoportjai sietnek a teaházakba, hogy el ne késsenek a fogadásokról, amelyekre meghívták őket, hogy szórakoztassák a fogadást rendező vendégeket.

## Története
Elterjedt tévhit, hogy Gion egyike volt a piros lámpás negyedeknek, mint Simabara (ez volt a 6. negyed Kiotóban, de 1958-ban véglegesen megszűnt). Gion mindig gésanegyed volt, a gésák pedig nem prostituáltak, hanem szórakoztató társaság. A gésák profi szórakoztatóművészek a tradicionális japán táncok, a teaszertartás és a hagyományos hangszerek használata terén.

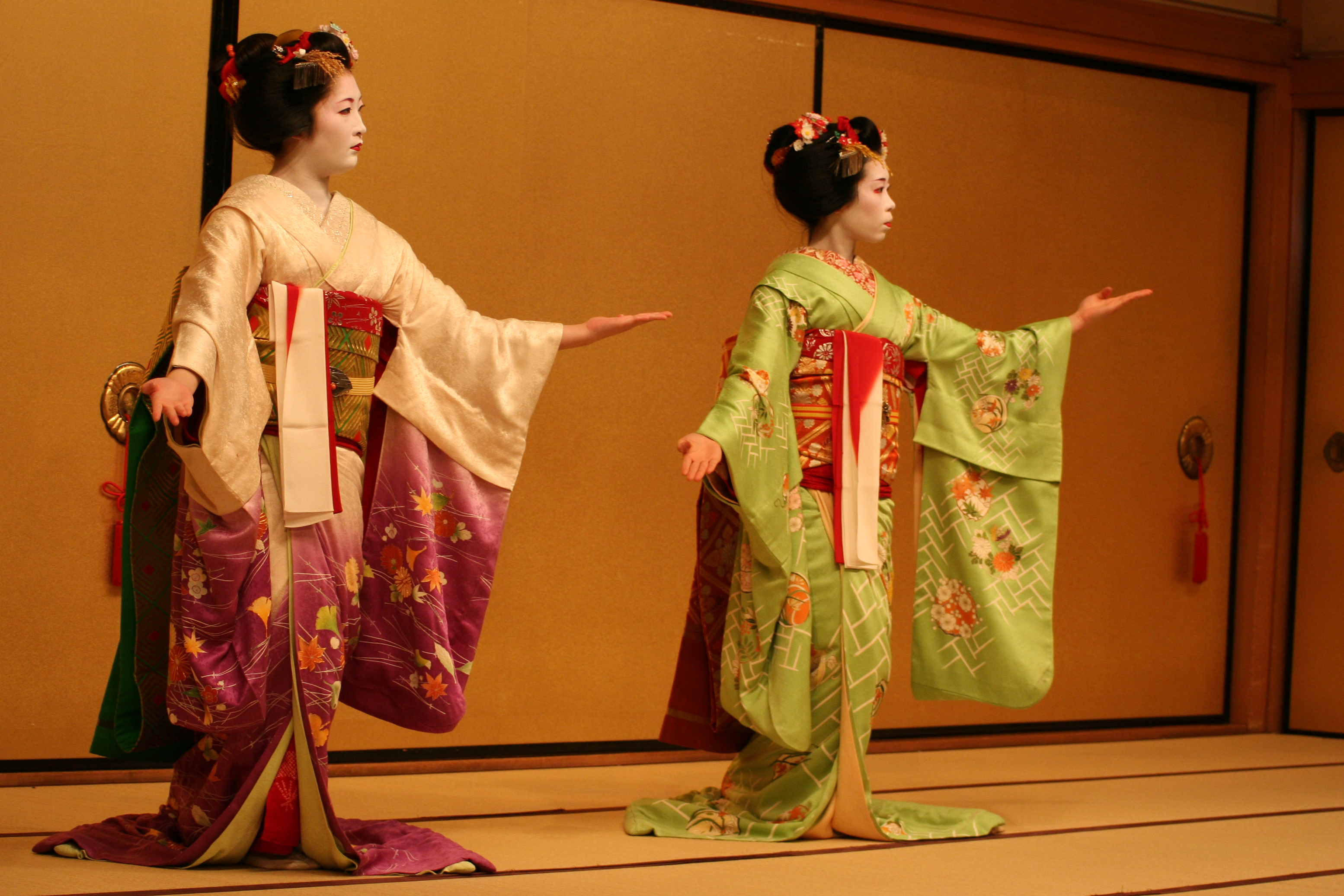
Két maiko előadása

A gioni gésák 1872 óta mindmáig megtartják népszerű táncbemutatójukat, a Mijako odorit (Régi Főváros tánca, Cseresznyetánc néven ismert Japánon kívül). Ez a rendezvény minden év április 1-től április 30-ig tart, naponta négyszer kerül előadásra. Külföldön ez a legismertebb japán kulturális rendezvény, amelyre az egész világból érkeznek látogatók.
Napjainkban fejezte be Kiotó városa azt a projektet, mely a régi gioni házak és utcák helyreállítását végezte, és erőfeszítést tesz még most is Gion eredeti szépségének megőrzésére. A negyedben főleg kicsi városi lakóházak (macsija) és teaházak (ocsaja) találhatók. Ezek tradicionális épületek, amelyeknek fokozatos eltűnését társadalmi szervezetek és városi rendeletek is igyekeznek megakadályozni vagy legalábbis lassítani.

## Jelkép

Gion Kóbu címerében nyolc kicsi kör (dango, édesgombóc) látható, egy nagy körrel összekapcsolva, a kör közepén egy kínai karakter, a „kó” látható, amely Gion Kóbut jelképezi. A nyolc kis kör Gion Kóbu kisebb területeit szimbolizálja.

## Fordítás
- Ez a szócikk részben vagy egészben  a   Gion című angol Wikipédia-szócikk fordításán alapul.  Az eredeti cikk szerkesztőit annak laptörténete sorolja fel. Ez a jelzés csupán a megfogalmazás eredetét és a szerzői jogokat jelzi, nem szolgál a cikkben szereplő információk forrásmegjelöléseként.